# Nicht jeder findet sein Troja – Archäologen
Nicht jeder findet sein Troja – Archäologen ist ein Dokumentarfilm des DEFA-Studios für Dokumentarfilme von Winfried Junge und Barbara Junge aus dem Jahr 1989, der als Co-Produktion mit der Nationalen Filmorganisation der Syrischen Arabischen Republik entstand.

## Handlung
In einem Vorwort zählt der Film die vielen Ausgrabungsorte in Syrien auf, die unter der Leitung oder auch Mitarbeit zahlreicher ausländischer Archäologen erschlossen wurden und auch noch werden. Ein bisher noch unbekannter Schauplatz der Archäologie aus dem dritten Jahrtausend im Wüstengebiet des syrischen Zweistromlandes ist Tell Hujaira, ein Hügelgelände im Norden Mesopotamiens, das in frühgeschichtlichen Zeiten ein bewohntes, fruchtbares Land war. Mit einer Filmaufnahme des Leiters der gemeinsamen Ausgrabungsgruppe von syrischen und DDR-Archäologen an diesem Projekt, der erklärt, dass sie gerade Gräber untersuchen, in denen einst Kinder bestattet wurden, beginnt der Film. Es waren die letzten Bilder von ihm, da er am Tage darauf, in der Nähe von Damaskus, mit seiner Mitarbeiterin tödlich verunglückte.
Über der Ausgrabungsstätte soll einmal ein See gestaut werden und die Wissenschaftler sind gekommen, um zu retten, was sie können, denn später wird das ganze Gebiet unter Wasser liegen. Aktuell wird an einem Kindergrab gegraben, welches sich in einer bronzezeitlichen Siedlung befindet und kulturhistorisch in Obermesopotamien liegt. In diesem Gebiet gibt es 23 Gruppen Archäologen aus verschiedenen Ländern, die die Kulturen des nördlichen Mesopotamien erforschen. Syrien könnte zwar die Ausgrabungen allein durchführen, aber der Zeitdruck lässt das nicht zu, denn die großen Baufahrzeuge für den Staudammbau sind bereits in Sichtweite. Da die Arbeiten aber für die ganze Welt von Bedeutung sind, hat sich die syrische Regierung entschlossen, Fachleute aus mehreren Ländern zur Unterstützung zu holen. Die Arbeiten entwickeln sich auch zu einem Wettlauf mit der Zeit, der die Archäologen zwingt, sich zu beeilen, was eigentlich im Widerspruch zu ihrer Tätigkeit steht. Mit großer Spannung erwarten die Grabenden den Fund der ersten kleinen Knochen, die ihnen ihre Vermutungen bestätigen sollen. Im Laufe der Zeit hat sich auch bei den syrischen Helfern ein Interesse für ihre Arbeit herausgebildet, da sie sehen, dass sie hier Teile ihrer eigenen alten Kultur freilegen, zu der sie auch eine eigene Beziehung entwickeln vermöchten.
Der Film versucht auch zu vermitteln, weshalb sich die Wissenschaftler ausgerechnet für diesen Beruf entschieden haben. Der syrische Archäologe, der in Moskau studierte, stellt fest, dass es eine noch unbekannte Geschichte seines Landes gibt und überlegt, wenn von hier alle Kultur ausgegangen sein dürfte, ist es wichtig, das genau zu erforschen, damit Syrien mit all seinen Kunstschätzen und Bauwerken in der Welt bekannt wird. Im Alltag wird die wesentliche Arbeit von Frauen verrichtet, was am Beispiel der Förderung von Wasser und dessen Transport über sehr weite Wege gezeigt wird. Aber auch das Interesse der normalen Bevölkerung ist vorhanden, so besucht die Großmutter des Grabungswächters ihren Enkel an der Grabungsstätte und hat auch noch ihren Urenkel auf dem Rücken dabei, während die jüngeren Frauen zu Hause das berühmte orientalische Fladenbrot backen.
Die Grabungen führen zu drei verschiedenen Arten von Kinderbestattungen. Manche Kinder liegen in Gefäßen, andere in Gruben und wieder andere in Liegekammern. Eine Erklärung dafür, warum die Kinder so früh starben, gibt es nicht, der syrische Archäologe kann sich aber vorstellen, dass sie Opfer eines Kults wurden und den Göttern geopfert wurden. Aber dafür hat er keinerlei Beweise gefunden. In den zwei Grabungsabschnitten, an dem die Deutschen beteiligt waren, wurden in den letzten zwei Jahren insgesamt 15 Kinderbestattungen gefunden. Dass die Kinder im Bereich der Häuser bestattet wurden, ist wohl ein Zeichen des innigen Verhältnisses zu ihnen und es wurden nur Gräber mit Kleinstkindern entdeckt, was auch ein Zeichen hoher Kindersterblichkeit sein kann.
Das Dorf, in welchem die drei deutsche Archäologen wohnen, ist zum großen Teil bereits verlassen, denn die bisherigen Bewohner wussten ja, dass das Wasser bald kommen würde, deshalb war es ein leichtes, dort ein Haus zu bekommen, zu dem auch ein Stromerzeugungsaggregat gehört, so dass sie sich auch ein warmes Essen zubereiten können. Die Einheimischen, die noch nicht wegziehen wollen, werden bei den Grabungsarbeiten eingesetzt. Die Deutschen haben zwar nicht die richtig heiße Zeit erlebt, aber Temperaturen von 40 °C sind normal. Schlafen können sie nur unter Moskitonetzen, das es viele, ganz kleine, bösartige Sandmücken gibt, deren empfindliche Stiche sehr unangenehm sind. Das provisorische Grabungslabor ist in einem Lehmziegelhaus eingerichtet. Beeindruckend ist die große Toleranz der arabischen Bevölkerung, die ja auf eine andere Kultur traf. Die deutschen Archäologen wurden sofort mit großer Gastfreundlichkeit aufgenommen, die Einheimischen haben von Anbeginn ihr Leben mit ihnen geteilt und bieten ständig ihre Hilfe an. Die bulgarischen Arbeiter, die für den Bau des Staudamms zuständig sind, sorgen auch für die Duschen und die Trockentoiletten vor dem Haus. Wenn eine Wasserlieferung von den Bulgaren kommt, findet sich sofort das ganze Dorf ein, um den Service mit zu nutzen. Selbst der Direktor des bulgarischen Staudammprojektes kam einmal vorbei, weil er sich für die Grabungsarbeiten interessierte. Trotz aller Probleme ist es für die deutschen Archäologen eine Zeit, die sie nie vergessen werden, wenn sie auch bisher kein neues Troja gefunden haben.

## Produktion und Veröffentlichung
Nicht jeder findet sein Troja – Archäologen wurde unter den Arbeitstiteln Syrien 89 und Wo einst Wüste war als Co-Produktion mit der Nationalen Filmorganisation der Syrischen Arabischen Republik auf ORWO-Color gedreht.
Der Film erschien 2019 in der Edition Jenseits von Golzow zusammen mit 14 weiteren Dokumentarfilmen von Winfried Junge bei Absolut Medien auf DVD.